# Cosciniopsis castanea
Cosciniopsis castanea is een mosdiertjessoort uit de familie van de Gigantoporidae. De wetenschappelijke naam van de soort is voor het eerst geldig gepubliceerd in 1985 door Cook.